# Corralejos
Corralejos és un barri de Madrid integrat en el districte de Barajas. Té una superfície de 462,46 hectàrees i una població de 6.394 habitants (2009). Limita al nord amb Timón, al sud amb Alameda de Osuna, a l'oest amb Palomas, Piovera i Canillas (Hortaleza), i a l'est amb Aeropuerto i nucli històric de Barajas. Està delimitat pel triangle format pels carrers Ariadna, Manuel Azaña i Avinguda de Logroño.

## Transports
Autobús
- Línia 115 : Av. América - Barajas
- Línia 105 : Ciudad Lineal - Barajas
- Línia 151 : Canillejas - Coronales

Encara que no hi ha metre al mateix barri, si que disposa de dues estacions de metro relativament properes, la més antiga és l'estació de Barajas (Línia 8), al nucli històric de Barajas i a uns 20 minuts del barri, i l'estació d'Alameda de Osuna, a uns 15 minuts del barri.